# 郑龙喆
郑龙喆（中国朝鲜语：／，1939年9月—），男，朝鲜族，吉林和龙人，中华人民共和国政治人物。

## 人物经历
1957年7月参加工作，曾任延边朝鲜族自治州人民政府州长，1998年当选为吉林省政协副主席。并曾为第八届全国人大代表。